# Chiesa di San Giovanni Battista (Firenzuola)
La chiesa di San Giovanni Battista sorge sulla piazza principale di Firenzuola.

## Storia
La nuova chiesa di Firenzuola segna l'avvio di una lunga e proficua collaborazione tra Carlo Scarpa ed Edoardo Detti.
Dopo che l'antica pieve di San Giovanni Battista era andata completamente distrutta durante i bombardamenti del 1944, si rende necessaria la progettazione di un nuovo edificio.
La scelta operata dal Genio civile di Firenze, avversata da una parte della comunità cattolica, è quella di costruire un edificio moderno nelle linee come nei materiali.
Detti, ufficialmente incaricato della ricostruzione nel 1955, coinvolge sin dalle prime fasi l'amico Scarpa.
I due elaborano numerose soluzioni, assai diverse tipologicamente e stilisticamente, che si definiscono e si articolano tra il 1956, data del primo progetto, ed il 1958, anno della versione definitiva, fortemente ridimensionata rispetto alle precedenti: nel marzo del 1957 infatti il nuovo progetto ottiene l'approvazione del provveditorato alle Opere pubbliche e del Sovrintendente Barbacci ma non quella della Pontificia commissione per l'arte sacra che, pur apprezzandone l'ideazione, ritiene il progetto liturgicamente non rispondente alle esigenze di una chiesa e non felicemente ambientato.
Il 12 giugno del 1958 la commissione di Arte sacra approva finalmente il progetto, ridimensionato e rivisto, e nel maggio del 1959 vengono ufficialmente avviati i lavori, eseguiti dalla ditta Masini. La nuova chiesa di San Giovanni Battista viene inaugurata nel dicembre del 1966, benché alcune opere interne non siano state ancora terminate.
La chiesa di Firenzuola è stata sostanzialmente ignorata dalla critica, sorte questa per la verità comune a quasi tutte le opere nate dalla collaborazione di Scarpa e Detti.
Unico giudizio rintracciato quello di Koenig (1968), nel quale viene giustamente sottolineata la cifra scarpiana dell'intervento: esemplificative le finestre angolari, figlie della gipsoteca canoviana di Possagno, e il soffitto a carena di nave, assai più veneto come spirito che toscano.

## Descrizione

### Esterno

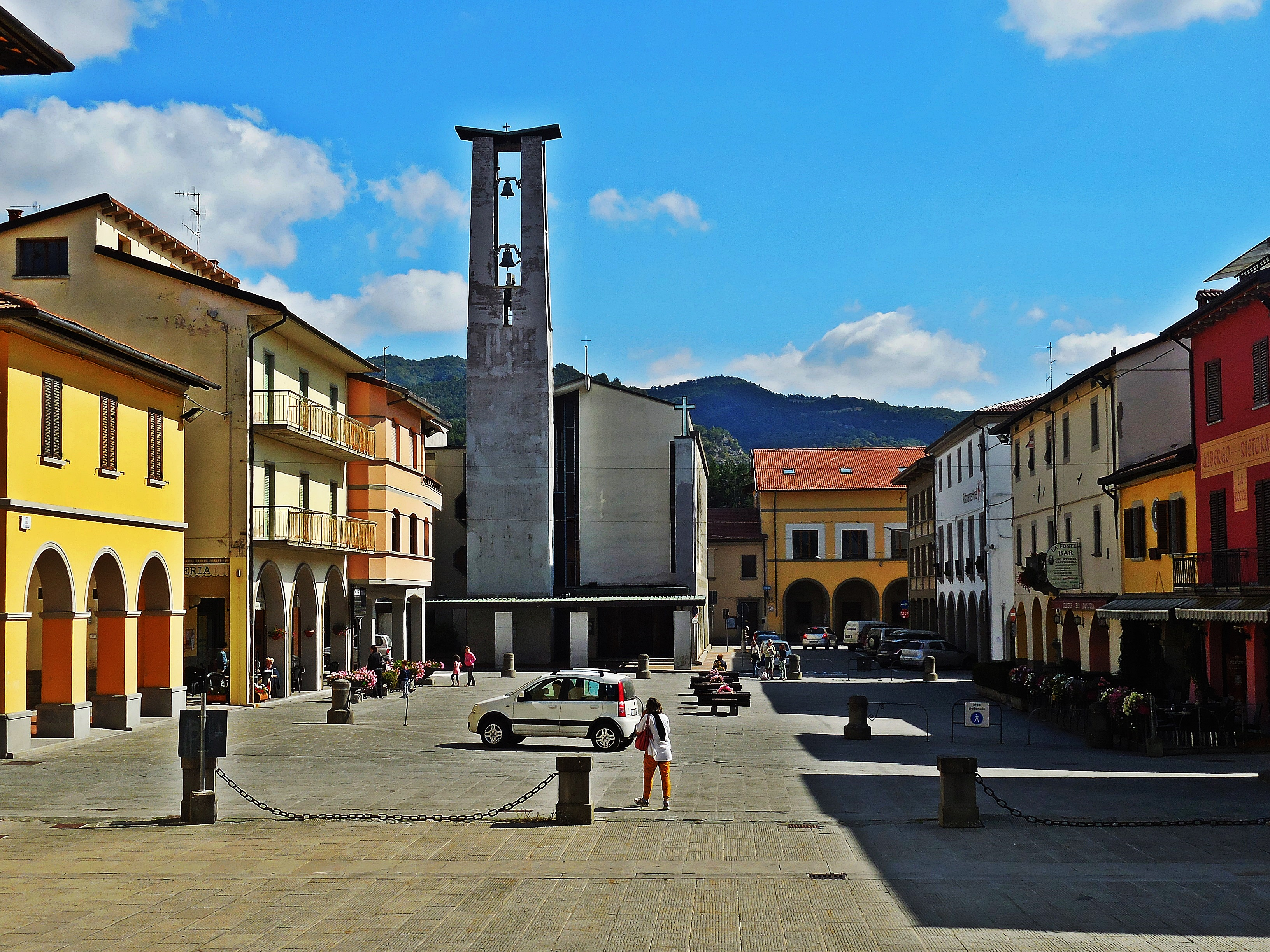
La chiesa nella piazza

La chiesa è posta al centro della cittadella murata di Firenzuola, nel punto d'intersezione dell'antico cardo e decumano: essa è situata in un lotto d'angolo, in un'area occupata sino alle devastazioni della seconda guerra mondiale dall'antica pieve romanica la quale era dotata di un porticato continuo sui due fronti ovest e sud. Data la posizione centrale, dominante l'ampia piazza rettangolare Agnolo da Firenzuola (porticata su due lati e connotata sul fronte occidentale dalla mole compatta della fortezza), e data la mole svettante dell'alto campanile, della facciata porticata - che riprende variandolo il tema degli attigui portici dell'asse della strada principale ricostruiti nel dopoguerra - e del fronte meridionale compatto, la chiesa costituisce un notevole punto di riferimento visivo non solo all'interno del tessuto cittadino ma anche nel vasto panorama collinare circostante.
La chiesa presenta un volume compatto, a pianta rettangolare articolata, connotato sulla facciata principale tramite i due motivi-segni contrapposti della snella massa 'piena' del campanile in cemento faccia vista (qualificato dai netti tagli verticali della cella campanaria e dalla copertura a ala di gabbiano) e del portico tripartito (con pilastri in cemento dal tono brutalistico e sovrastante griglia in legno di gusto scarpiano); lievemente arretrato il fronte vero e proprio, dal profilo a capanna, si configura come una semplice partitura suddivisa in due diverse porzioni: un muro intonacato di bianco, compresso all'estremità destra da un contrafforte in pietra, e una superficie vetrata.
Il lato meridionale si presenta come un muraglione in pietra serena scandito dal ritmo serrato delle paraste e suddiviso in due zone tramite la fascia continua del cordolo marcapiano nel quale sono ricavate luci quadrate binate: unico accesso presente in tale superficie, una semplice porta con infissi in rame. La zona absidale riprende, semplificandolo, tale disegno e propone in corrispondenza degli angoli la sovrapposizione di un primo livello pieno e di un secondo livello dove l'arretramento dell'angolo viene sottolineato da due decisi tagli vetrati.

### Interno

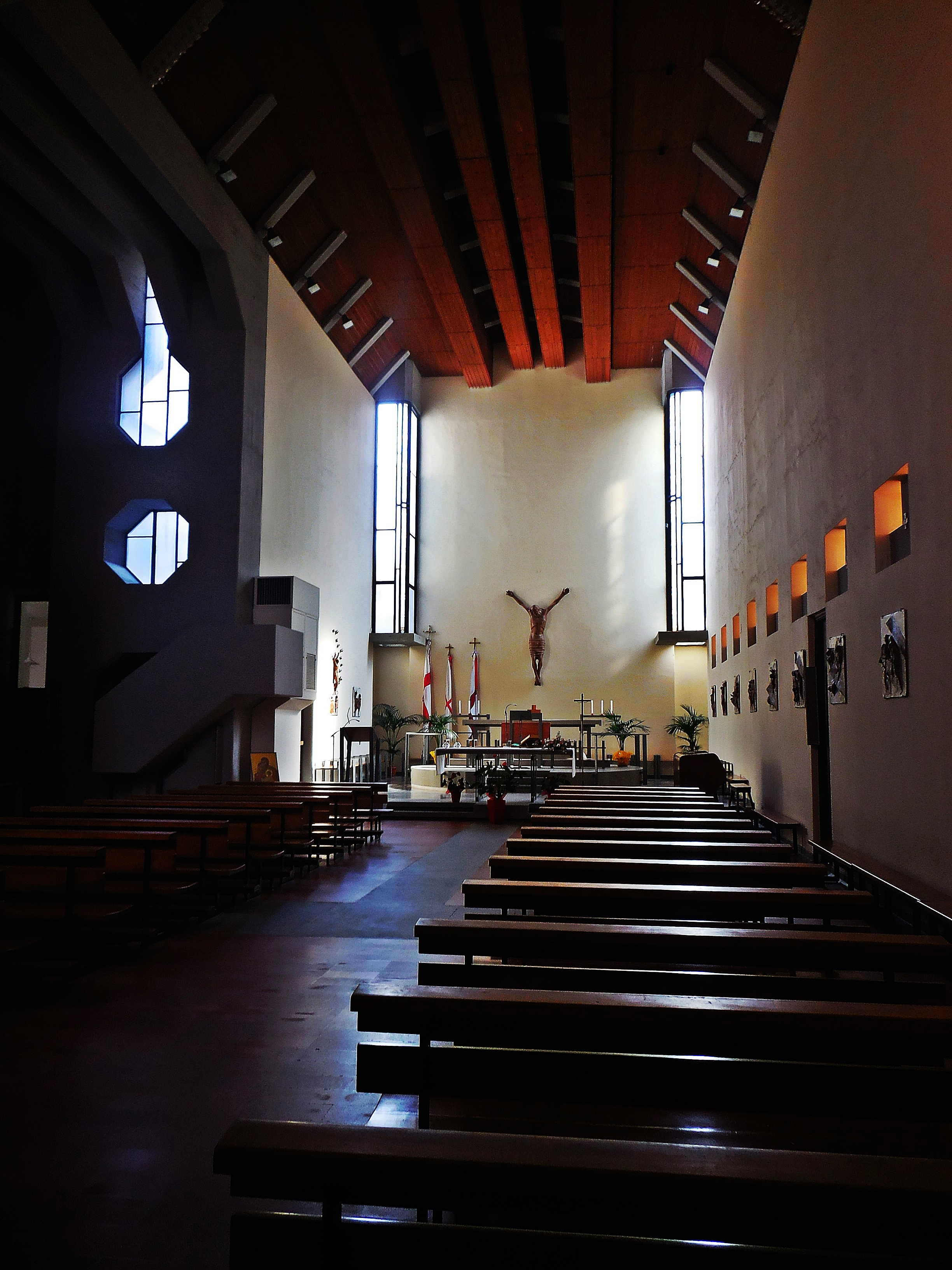
L'interno

La semplicità del linguaggio delle facciate viene riproposta anche all'interno, caratterizzato un'unica grande aula sapientemente illuminata.
Tale spazio è dominato e qualificato dai tre grandi pilastri in cemento - setti murari con 3 aperture ottagonali, collocati a definizione di un percorso deambulatoriale e aventi rispettivamente la funzione di nicchia confessionale, cappellina e ambone - con retrostante muratura in pietra a filaretto, dal tetto a carena in legno da cui emergono parte delle travi in cemento, dalla teoria di luci quadrate a scandire l'ampia superficie muraria intonacata e infine dal catino absidale di pura geometria. Tale spazio risulta il più suggestivo dell'aula: il semplice volume a pianta quadrata è definito da candide pareti i cui angoli sono ritagliati da un volume vetrato, evidente richiamo alla soluzione già adottata da Scarpa nella gipsoteca di Possagno; al centro è situato il podio circolare dell'altare maggiore (in pietra serena lavorata con corrimano in ferro brunito) dal bel disegno di chiara geometria, che per dimensione invade, fino quasi a saturarlo, lo spazio presbiterale.
Per quanto concerne la distribuzione, dal fronte principale si accede direttamente alla navata: a fianco dell'ingresso sono situati in successione il battistero, a pianta rettangolare e con possibilità di accesso diretto dall'esterno, la cella campanaria e infine l'affaccio su una piccola corte; il percorso presbiterale sulla sinistra, nel quale è ricavata la nicchia dell'altare della Vergine, conduce al presbiterio e alla sagrestia. Quest'ultima, a pianta quadrata, si articola nei tre luoghi della sagrestia vera e propria, di una cappella (a semplice pianta rettangolare) e dell'atrio della canonica. La canonica costituisce un volume separato, giustapposto al fronte orientale della chiesa, sviluppato su tre piani fuori terra e caratterizzato da facciate dal disegno geometrico in cui il telaio in cemento armato risalta sulle campiture in intonaco: in queste sono inserite le finestre, con ritmo alterno, e piccole luci quadrate.
Al piano terra sono situati gli uffici della propositura, al piano terra e primo gli appartamenti del pievano.
Per quanto concerne gli apparati decorativi della chiesa, l'affresco dell'altare della Vergine è opera del maestro Innocenti degli anni sessanta, mentre le formelle policrome, il grande Cristo dell'abside e gli apparati decorativi del battistero, tutti in terracotta, sono state realizzate dallo scultore Salvatore Cipolla tra il 1995 ed il 1997.